# (73125) 2002 GJ63
(73125) 2002 GJ63 – planetoida z pasa głównego asteroid okrążająca Słońce w ciągu 4,12 lat w średniej odległości 2,57 j.a. Odkryta 8 kwietnia 2002 roku.